# Anders Retzius medalj
Anders Retzius medalj var ett pris som delades ut under perioden 1913–2013 av Svenska Sällskapet för Antropologi och Geografi. Priset instiftades år 1910 av Anna Hierta-Retzius som var gift med Anders Retzius son, Gustaf Retzius.
Priset tilldelades skickliga och framstående kulturgeografer och antropologer under de år som sällskapet inte delade ut Vegamedaljen. 2015 beslutade styrelsen för Svenska Sällskapet för Antropologi och Geografi att inte längre dela ut priset med hänsyn till Anders Retzius roll i rasbiologins framväxt.

## Pristagare

### Anders Retzius medalj i guld
- Oscar Montelius (1913)
- Arthur Evans (1920)
- Aurel Stein (1923)
- Johan Gunnar Andersson (1925)
- Erland Nordenskiöld (1930)
- Walter Christaller (1967)
- David Hannerberg (1969)
- Torsten Hägerstrand (1973)
- William William-Olsson (1976)
- Wolfgang Hartke (1978)
- Akin Mabogunje (1985)
- Fredrik Barth (1988)
- David Harvey och Sven Godlund (1989)
- Allan Pred (1991)
- Jack Goody (1992)
- Peter Haggett (1994)
- Veena Das (1995)
- Peter Gould (1997)
- David Maybury-Lewis (1998)
- Erik Bylund (2000)
- Sherry Ortner (2001)
- Doreen Massey (2003)
- Tim Ingold (2004)
- Gunnar Törnqvist (2006)
- Jean och John Comaroff (2007)
- Allen J. Scott (2009)
- Ulf Hannerz (2010)
- Don Mitchell (2012)
- Paul Stoller (2013)

### Anders Retzius medalj i silver
- Carl Anton Larsen (1913)
- Carl Skottsberg (1915)
- Ture Johnsson Arne (1916)
- Eric von Rosen och Robert Elias Fries (1917)
- Eric Mjöberg (1919)
- K.G. Lindblom (1920)
- Prins Wilhelm och Walter Kaudern (1922)
- Sten Bergman (1924)
- Axel Herman Byström (1925)
- Finn Malmgren (1927)
- Otto Frödin (1929)
- Eric Hultén (1931)
- Carl Caldenius (1933)
- E. Nilsson (1934)
- Sigvald Linné (1937)
- Thor Heyerdahl (1950)
- Gösta Liljequist och Valter Schytt (1952)
- Carl Fries (1964)
- Charles Swithinbank (1966)